# Belgische vrouwenestafetteteam 4 × 400 m
Het Belgische vrouwenestafetteteam 4 x 400 m is de ploeg die België vertegenwoordigt in internationale atletiekwedstrijden op de 4 x 400 meter estafette. De ploeg wordt gevormd door de Koninklijke Belgische Atletiekbond, de Belgische atletiekfederatie. De bijnaam van de estafetteploeg is de Belgian Cheetahs, een naam die in 2018 werd bedacht. Ze behaalden verschillende finaleplaatsen op internationale kampioenschappen, en eenmaal brons op het EK 2024.

## Geschiedenis

### 1976 tot 1980
Het eerste grote toernooi waar het estafetteteam aan deelnam waren de Olympische Spelen in Montreal. Het kwartet Lea Alaerts, Regine Berg, Anne-Marie Van Nuffel en Rita Thijs geraakte niet door de reeksen, maar smaakte in elk geval het genoegen om met 3.32,87 het nationale record te hebben bijgesteld. Tussen twee Olympische Spelen in namen ze deel aan de EK in 1978. Ze geraakten opnieuw niet door de reeksen. Vier jaar na hun eerste deelname volgde er een nieuwe deelname op de Olympische Spelen in Moskou. Lea Alaerts, Regine Berg, Anne Michel en Rosine Wallez stootten met alweer een nationaal record ditmaal door naar de finale, waarin ze als zevende eindigden.

### Vanaf 2010
In 2010 kon het team zich voor het eerst sinds dertig jaar weer plaatsen voor een groot kampioenschap. Op de Europese kampioenschappen werd het uitgeschakeld in de reeksen. Vier jaar later behaalde het team wel de finale op de EK. In februari 2018 besloten Camille Laus en Hanne Claes in navolging van hun mannelijke tegenhangers het team nieuw leven in te blazen. Onder leiding van coach Carole Bam verbraken Margo Van Puyvelde, Hanne Claes, Cynthia Bolingo en Camille Laus op 16 juni 2018 het 38 jaar oude Belgisch record en plaatsten zich zo voor de EK. Op die EK eindigden ze knap als vierde. Het team behaalde het jaar nadien ook een finaleplaats op de wereldkampioenschappen in Doha. Het finishte op een vijfde plaats en plaatste zich daarbij voor de Olympische Spelen in Tokio. Naomi Van Den Broeck, Imke Vervaet, Paulien Couckuyt en Camille Laus werden zevende op deze Spelen in een nieuw nationaal record.

## Bijnaam
De bijnaam de Belgian Cheetahs werd in maart 2018 bedacht bij de poging om het team herop te starten.

## Overzicht kampioenschappen

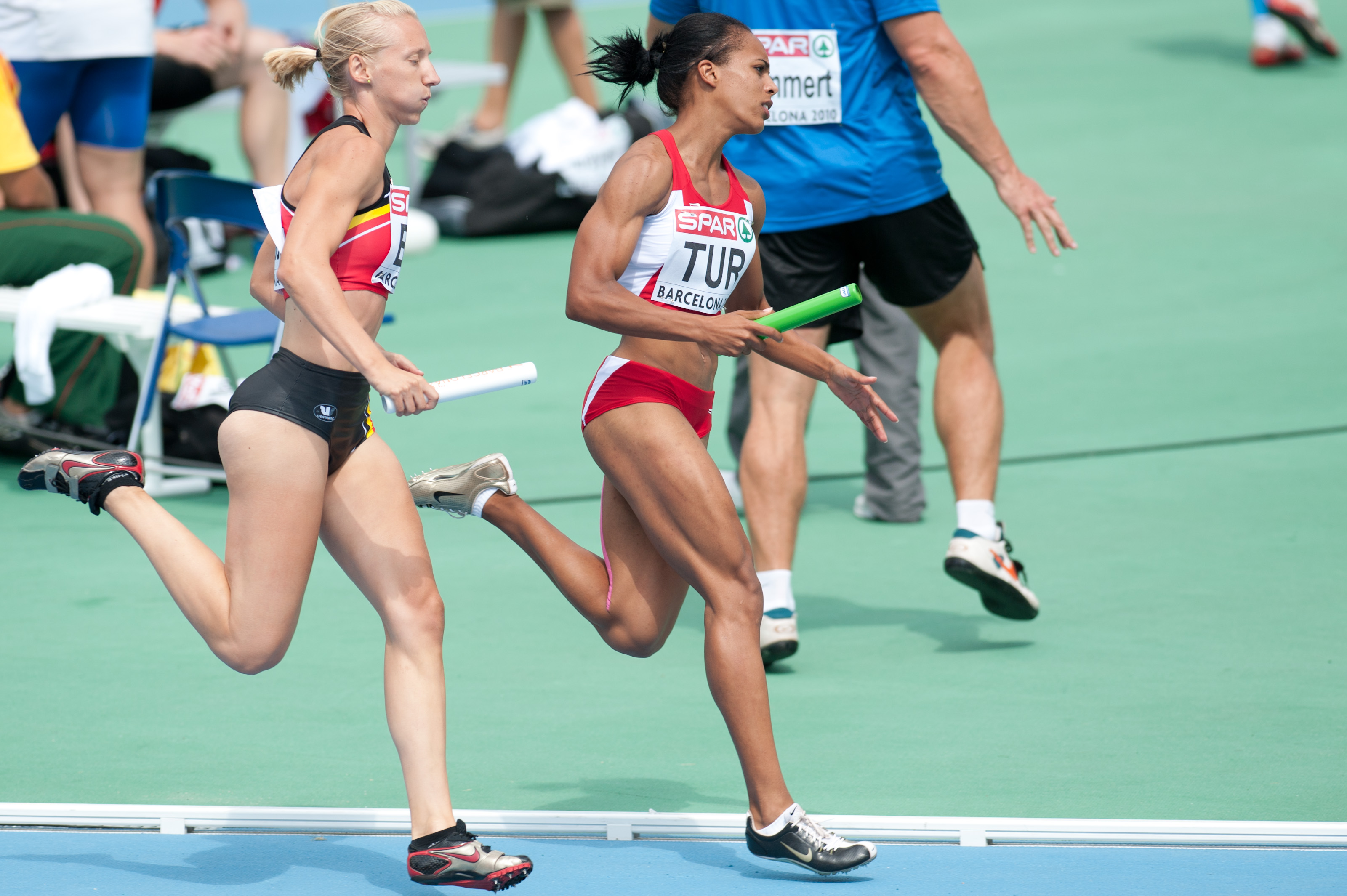
Wendy Den Haeze (links) in actie op het EK 2010

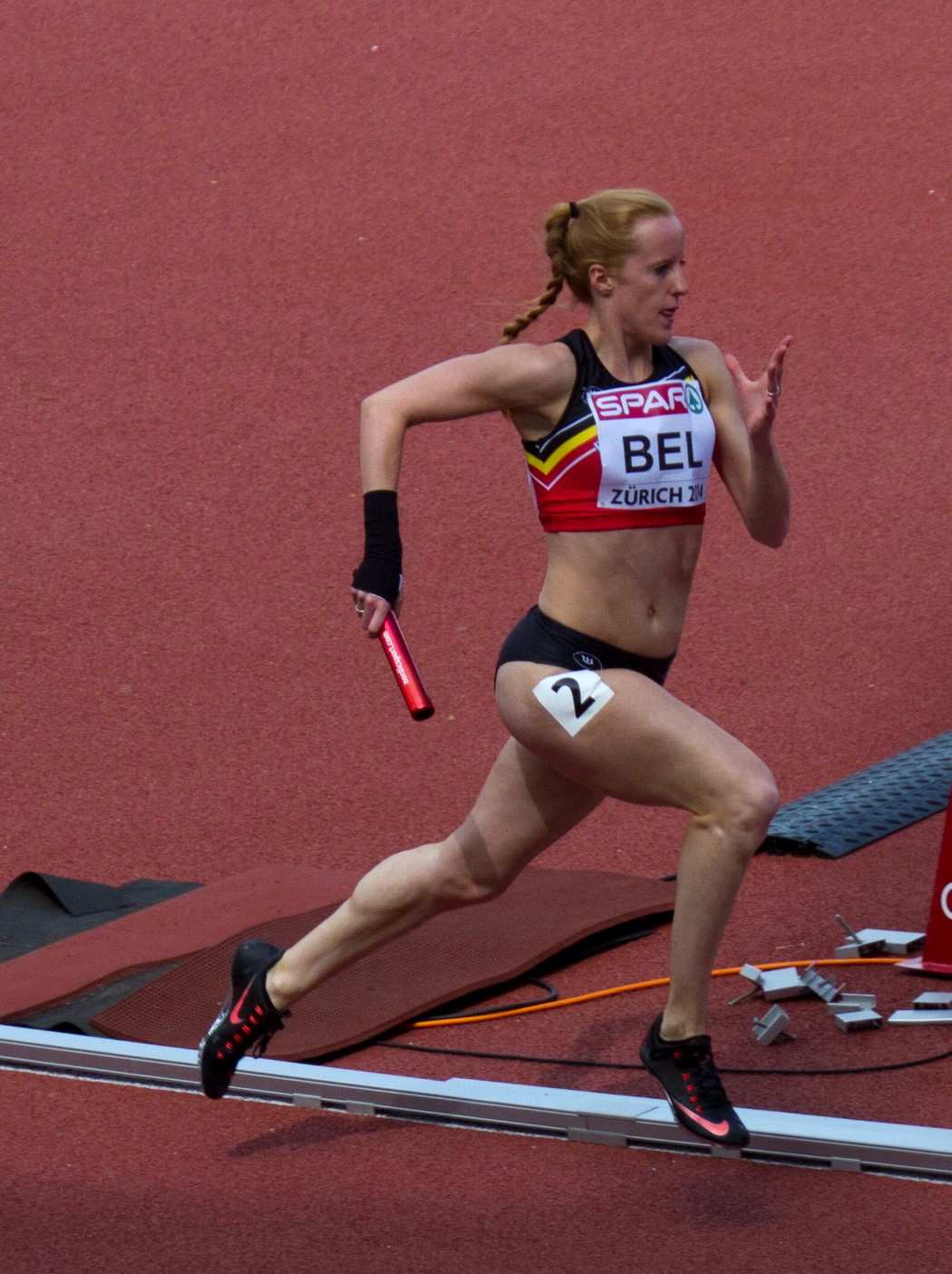
Justien Grillet in actie op het EK 2014

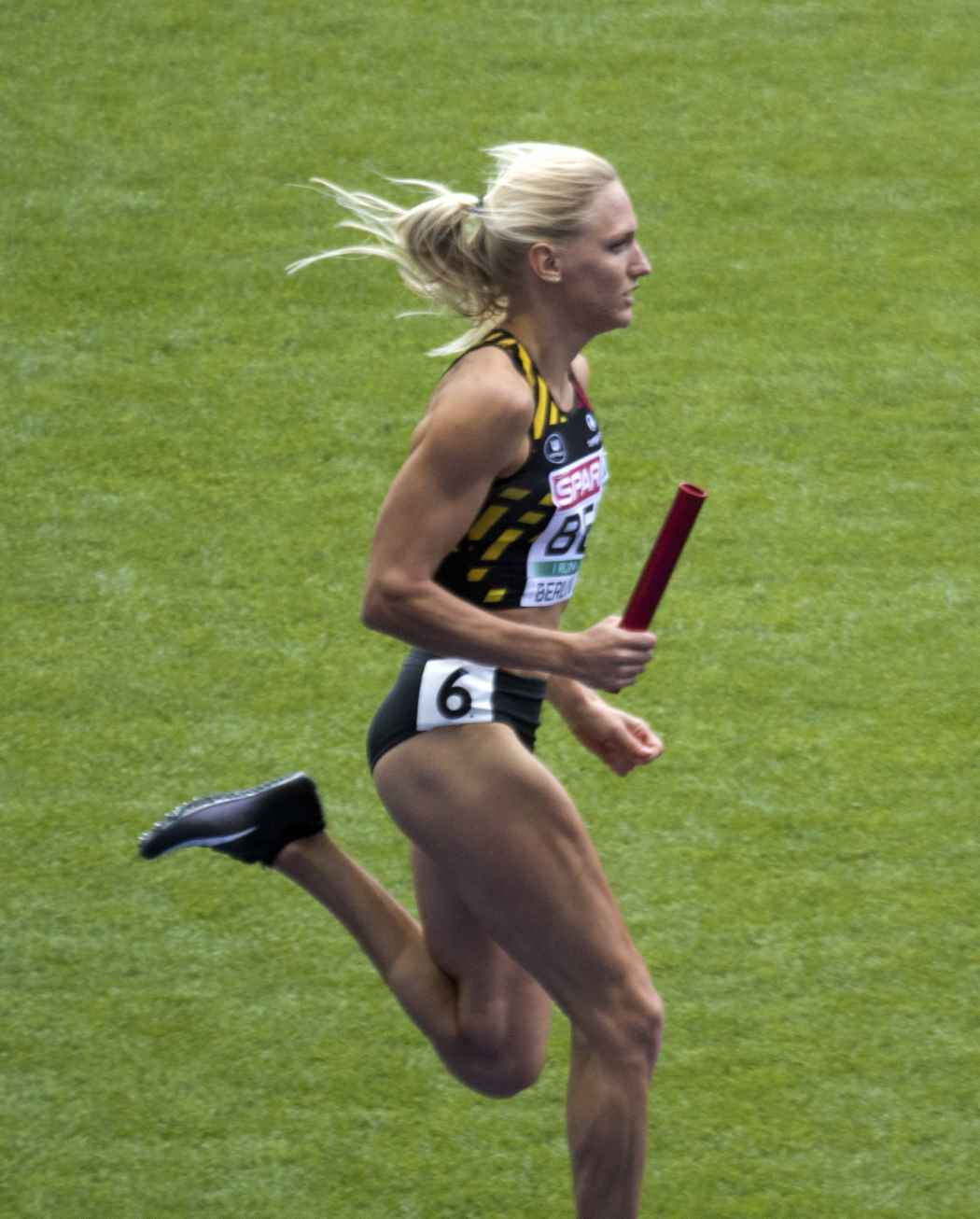
Hanne Claes in actie op het EK 2018

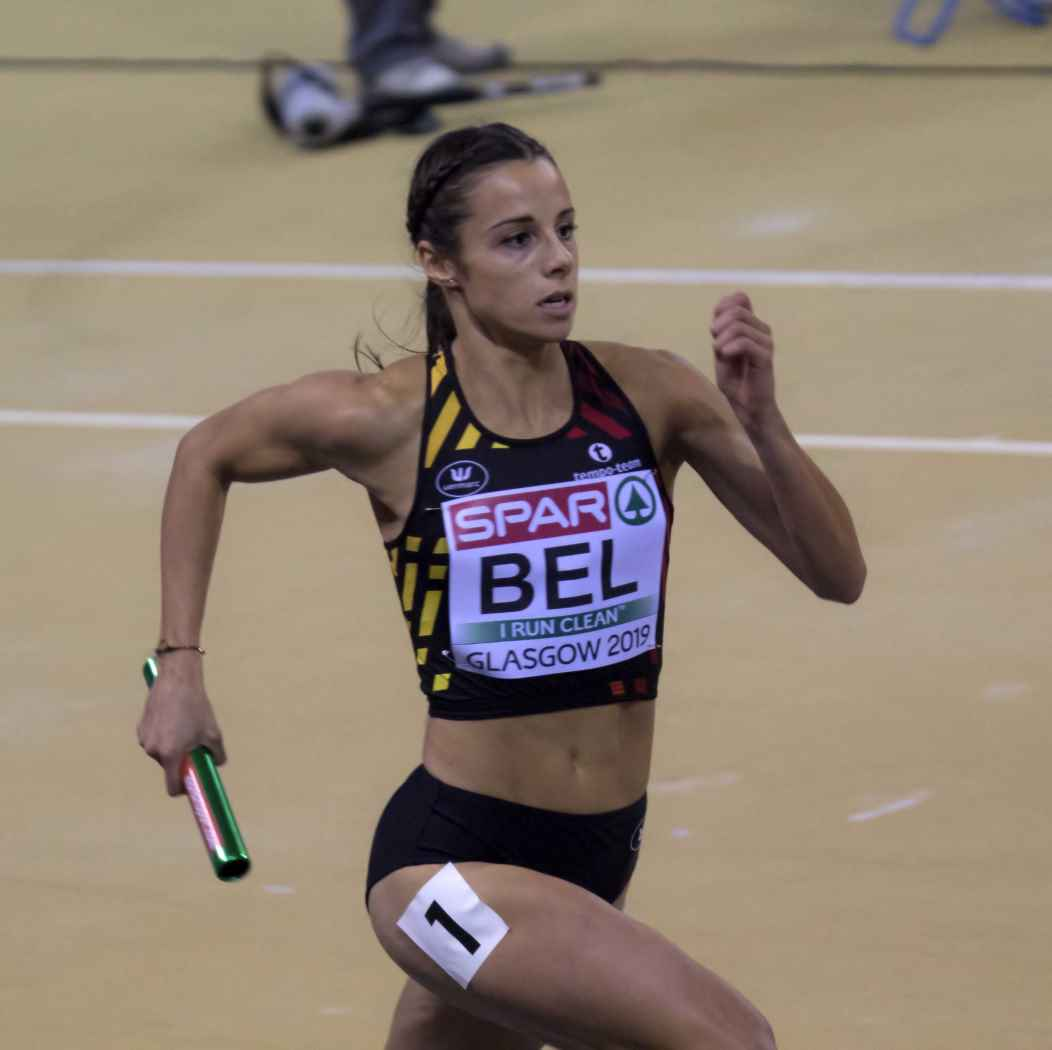
Camille Laus in actie op het EK indoor 2019

| Jaar | Kamp.        | Pos.  | Prestatie in finale | Teamopstelling in finale                                         | Prestatie in reeksen   | Teamopstelling in reeksen                                         |
| ---- | ------------ | ----- | ------------------- | ---------------------------------------------------------------- | ---------------------- | ----------------------------------------------------------------- |
| 1976 | OS           | 10e   | (geen finale)       | (geen finale)                                                    | 3.32,87 (NR)           | Lea Alaerts Regine Berg Anne-Marie Van Nuffel Rita Thijs          |
| 1978 | EK           | 10e   | (geen finale)       | (geen finale)                                                    | 3.33,4                 | Anne Michel Rosine Wallez Anne-Marie Van Nuffel Lea Alaerts       |
| 1980 | OS           | 7e    | 3.31,6              | Lea Alaerts Regine Berg Anne Michel Rosine Wallez                | 3.30,7 (NR)            | Lea Alaerts Regine Berg Anne Michel Rosine Wallez                 |
| 2010 | EK           | 13e   | (geen finale)       | (geen finale)                                                    | 3.37,56                | Axelle Dauwens Elke Bogemans Wendy Den Haeze Lindsy Cozijns       |
| 2014 | EK           | 8e    | 3.31,82             | Laetitia Libert Kimberley Efonye Olivia Borlée Justien Grillet   | 3.32,22                | Laetitia Libert Kimberley Efonye Olivia Borlée Justien Grillet    |
| 2018 | EK           | 4e    | 3.27,69 (NR)        | Cynthia Bolingo Hanne Claes Justien Grilliet Camille Laus        | 3.30,62                | Camille Laus Cynthia Bolingo Justien Grillet Hanne Claes          |
| 2019 | EK indoor    | 5e    | 3.32,46 (NR)        | Cynthia Bolingo Hanne Claes Margo Van Puyvelde Camille Laus      | (rechtstreekse finale) | (rechtstreekse finale)                                            |
| 2019 | WK           | 5e    | 3.27,15             | Hanne Claes Imke Vervaet Paulien Couckuyt Camille Laus           | 3.26,58 (NR)           | Hanne Claes Imke Vervaet Paulien Couckuyt Camille Laus            |
| 2021 | OS           | 7e    | 3.23,96 (NR)        | Naomi Van Den Broeck Imke Vervaet Paulien Couckuyt Camille Laus  | 3.24,08 (NR)           | Naomi Van Den Broeck Imke Vervaet Paulien Couckuyt Camille Laus   |
| 2022 | WK indoor    | 6e    | 3.33,61             | Hanne Claes Naomi Van Den Broeck Imke Vervaet Camille Laus       | 3.30,58 (NR)           | Hanne Claes Naomi Van Den Broeck Imke Vervaet Camille Laus        |
| 2022 | WK           | 6e    | 3.26,29             | Helena Ponette Imke Vervaet Paulien Couckuyt Camille Laus        | 3.28,02                | Naomi Van Den Broeck Imke Vervaet Helena Ponette Camille Laus     |
| 2022 | EK           | 4e    | 3.22,12 (NR)        | Cynthia Bolingo Mbongo Hanne Claes Helena Ponette Camille Laus   | 3.25,44                | Naomi Van Den Broeck Imke Vervaet Helena Ponette Camille Laus     |
| 2023 | WK           | 5e    | 3.22,84             | Helena Ponette Imke Vervaet Hanne Claes Camille Laus             | 3.23,63                | Naomi Van Den Broeck Imke Vervaet Hanne Claes Helena Ponette      |
| 2024 | WK indoor    | 4e    | 3.28,05 (NR)        | Naomi Van Den Broeck Helena Ponette Camille Laus Cynthia Bolingo | 3.28,07                | Naomi Van Den Broeck Imke Vervaet Helena Ponette Cynthia Bolingo  |
| 2024 | World Relays | 9e    | 3.26,79             | Naomi Van Den Broeck Imke Vervaet Camille Laus Helena Ponette    | 3.27,19                | Naomi Van Den Broeck Hanne Claes Liefde Schoemaker Helena Ponette |
| 2024 | EK           | Brons | 3.22,95             | Naomi Van Den Broeck Imke Vervaet Cynthia Bolingo Helena Ponette | 3.25,16                | Naomi Van Den Broeck Imke Vervaet Cynthia Bolingo Camille Laus    |
| 2024 | OS           | 7e    | 3.22,40             | Naomi Van Den Broeck Imke Vervaet Hanne Claes Helena Ponette     | 3.24,92                | Hanne Claes Imke Vervaet Camille Laus Helena Ponette              |

NR nationaal record

AR Europees record

EK Europees kampioenschap

WK Wereldkampioenschap

OS Olympische Spelen

## Snelste splittijden
Hoewel Cynthia Bolingo de Belgisch recordhouder is op de 400 m met 49,96, is Helena Ponette degene met de snelste splittijden in de 4 x 400 m met een tijd van 49,33. Onderstaande tabel bevat de snelste splittijd van de leden van de Belgian Cheetahs, tijden gelopen in de 4 x 400m mixed zijn aangeduid met een *. 
| Loper                | Splittijd | Datum            | Plaats                 |
| -------------------- | --------- | ---------------- | ---------------------- |
| Helena Ponette       | 49,33     | 20 augustus 2022 | München (EK)           |
| Imke Vervaet         | 49,80     | 10 augustus 2024 | Parijs (OS)            |
| Camille Laus         | 50,16     | 27 augustus 2023 | Boedapest (WK)         |
| Hanne Claes          | 50,30     | 27 augustus 2023 | Boedapest (WK)         |
| Cynthia Bolingo      | 50,44*    | 25 juni 2023     | Chorzów (World Relays) |
| Naomi Van Den Broeck | 50,76*    | 3 augustus 2024  | Parijs (OS)            |
| Paulien Couckuyt     | 51,04     | 7 augustus 2021  | Tokio (OS)             |
| Liefde Schoemaker    | 52,27     | 4 mei 2024       | Nassau (World Relays)  |
| Justien Grillet      | 52,44     | 10 augustus 2018 | Berlijn (EK)           |
| Hanne Maudens        | 53,79     | 2 mei 2021       | Chorzów (World Relays) |

Opmerkingen: het kan zijn dat deze atletes ooit een snellere tijd liepen tijdens een 4 x 400m-wedstrijd, maar hier is geen bewijs van gevonden.

## Mannelijke tegenhanger
De mannelijke tegenhanger is het mannenestafetteteam 4 x 400 m. Zij wonnen al goud op 5 Europese kampioenschappen (waarvan 2 indoor) en werden in 2022 ook wereldkampioen op het WK indoor. De bijnaam van dat team is sinds 2014 de Belgian Tornados.